# Frentans

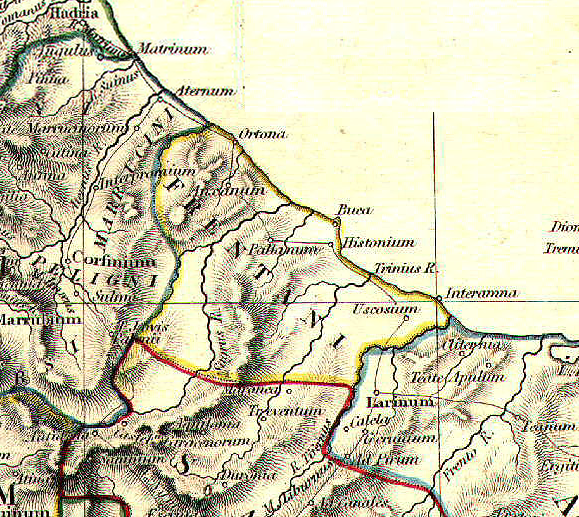
El territori dels frentans, just al nord del Samni.

Els frentans o frentanis (en llatí frentani) foren un poble del centre d'Itàlia que ocupava la costa oriental de la península Itàlica des dels Apenins fins a la mar Adriàtica i des de la frontera de la Pulla al territori dels marruquins. Tenien a l'oest els samnites amb els qui estaven emparentats (suposadament n'eren descendents). El límit sud se suposa que fou el riu Tifernus (Biferno) i el nord el Sagrus (Sangro) però Plini l'estén fins a l'Aternus (i Mela fins al Matrinus, dada probablement errònia). Estrabó assegura que els marruquins posseïen la dreta de l'Aternus i els vestinis o vestins l'esquerra, però cal pensar que els frentans no arribaven a l'Aternus o si més no, a prop de la desembocadura, ja que d'altra banda se sap que Ortona i Anxanum, situades al nord del Sagrus, eren ciutats frentanes.

## Història
Els frentans eren d'origen samnita segons Estrabó, com també ho eren els pelignis, els marruquins i els vestins. Però en temps històrics ja formaven una nació separada. Apareixen per primer cop el 319 aC enfrontats a Roma però derrotats foren obligats a sotmetre's a Roma. Al final de la segona guerra samnita els frentans, marsis, marruquins i vestins són esmentats com a pobles que acceptaven voluntàriament l'aliança romana. Van participar al costat de Roma en la lluita contra Pirros de l'Epir (279 aC) i un oficial d'aquesta nació es va distingir a la batalla d'Heraclea. També durant la Segona Guerra Púnica van romandre fidels després de la batalla de Cannes el 211 aC i les seves relacions essencials eren amb els veïns pobles dels marruquins, pelignis i vestins, però molt poc amb els samnites.
Els frentans van formar part de l'aliança de pobles itàlics a la guerra social (90 aC) però van tenir un paper poc important i van rebre la ciutadania al mateix temps que altres pobles i ciutats d'Itàlia. Ciceró esmenta els frentans que van enviar alguns dels seus caps a donar suport a la causa de Cluentius, un nadiu de Larínum.
Juli Cèsar va creuar el seu territori sense resistència el 49 aC. Després ja no torna a ser esmentat com a poble separat. El seu territori fou inclòs a la quarta regió d'August amb els marruquins, pelignis i marsis i, més tard, unit al Samni com una sola província.

## Rius del país dels frentans
- Tifernus (avui Biferno)
- Trinius (avui Trigno)
- Sagrus (avui Sangro)
- Clotoris (avui Moro)

## Caps de la costa
- Buca (avui Termoli)
- Punta della Penna

## Ciutats
A la costa
- Ortona (avui Ortona)
- Histonium (ruïnes de Il Vasto d'Ammnone)
- Buca (probablement Termoli, o Santa Maria della Penna)

A l'interior
- Anxanum (avui Lanciano)
- Carentini supernates et infernates (esmentats per Plini)
- Lanuenses (esmentats per Plini)
- Pallanum (Monte di Pallano a uns 5 km al sud d'Atessa)
- Uscosium (Guglionisi)

## Comunicacions
Una via creuava el país des d'Aternum a Larínum, en gran part per la costa. Aquesta via es deia via Trajana frentana i les seves estacions segons l'Itinerari d'Antoní, eren:
- Ostia Aterni
- Angelum (Angulus)
- Ortona
- Anxano
- Histonios
- Uscosio
- Arenio (Larínum?)

Angulus era mal situada a l'Itinerari (en realitat era entre Hadria i Aternus).
A la Taula de Peutinger les estaciones són esmentades així:
- Ostia Aterni
- Teano Marrucino
- Ortona
- Anxana
- Annum
- Pallanum
- Istonium
- Larínum

## Monedes

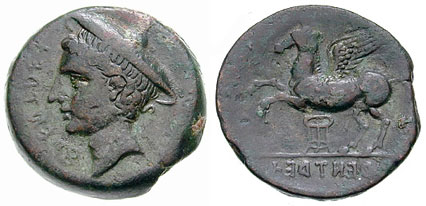
Moneda dels frentans amb el cap de Mercuri i Pegàs.

Es coneixen algunes monedes amb la llegenda (en oscà) Frentrei, que probablement cal assignar als frentans.

## Capital
L'existència d'una ciutat de Frentum com a capital dels frentans, referida indirectament per Tit Livi, no ha estat demostrada.